# Little Wing
〈Little Wing〉은 지미 헨드릭스가 작곡한 곡으로 1967년 지미 헨드릭스 익스피리언스가 녹음한 곡이다. 느린 템포, 리듬 앤 블루스에서 영감을 받은 발라드로 헨드릭스의 보컬과 기타에 베이스, 드럼, 글로켄슈필을 동반한 녹음 스튜디오 효과를 접목한 곡이다. 서정적으로, 그것은 이상화된 여성적이거나 수호천사와 같은 모습을 가리키는 그의 노래들 중 하나이다. 약 2분 30초 길이의 이 작품은 그의 가장 간결하고 멜로디에 초점을 맞춘 작품 중 하나이다.
〈Little Wing〉의 기원은 1966년 헨드릭스가 커티스 메이필드를 자극한 기타 반주를 연주하는 R&B 곡인 〈(My Girl) She's a Fox〉의 녹음으로 거슬러 올라간다. 그는 프로듀서 채스 챈들러와 함께 참여하기 전에 뉴욕의 그리니치 빌리지에서 공연하면서 이 곡을 만들었다. 헨드릭스는 1967년 몬테레이 팝 페스티벌의 이벤트에서 영감을 받아 1967년 10월에 이 곡을 완성했는데, 이때 두 번째 음반 《Axis: Bold as Love》의 세션에서 익스피리언스에 의해 녹음되었다.
〈Little Wing〉은 1967년 12월 영국에서, 다음 달 미국에서 《Axis: Bold as Love》와 함께 발매되었다. 이 음반의 단 두 곡 중 하나가 이 경험의 콘서트 레퍼토리의 일부가 되기 위해 이 곡을 라이브로 연주하는 경우가 많았으며 1972년 헨드릭스의 사후 음반 《Hendrix in the West》와 1982년 《The Jimi Hendrix Concerts》에 녹음이 발표되었다. 최근에는 데모 버전과 추가적인 라이브 연주가 발매되었다. 〈Little Wing〉은 헨드릭스의 가장 인기 있는 곡 중 하나로 음악가들이 다양한 스타일로 해석하는 등 표준이 되었다. 《롤링 스톤》이 선정한 "역사상 가장 위대한 노래 500곡"에 366위에 랭크되어 있다.